# Giuseppe Volpi
Giuseppe Volpi, I conte di Misurata (Venezia, 19 novembre 1877 – Roma, 16 novembre 1947), è stato un nobile, imprenditore e politico italiano.
Ministro plenipotenziario fascista, governatore della Tripolitania italiana (1921-1925), Ministro delle finanze (1925-1928), primo procuratore di San Marco (1927-1947), presidente della Biennale di Venezia (1930-1943) e presidente di Confindustria (1934-1943).

## Biografia
Il padre Ernesto, da giovane (all'età di 15-16 anni), partecipò come garibaldino alle battaglie della guerra d'indipendenza del 1860. Laureato in ingegneria civile a Padova, lavorò in diverse parti del paese (Siena, Pisa, Salerno, Foggia e Milano) prima di tornare a Venezia, dove era nato nel 1845 e dove svolse le sue mansioni per conto del Comune. Giuseppe era il quarto figlio di Ernesto e di Luigia Adriana Emilia De Mitri (1848-1886), appartenente alla piccola nobiltà di provincia, figlia di Giuseppe De Mitri e di Caterina Boerio, che erano i suoi nonni materni. Giuseppe De Mitri era nato nel 1820 ed era figlio di Giovanni De Mitri (1797-1858) e di Luigia Bigaglia. Gli altri fratelli di Giuseppe Volpi erano Giovanni, Maria e Caterina. Un'altra bambina, Caterina, la terza nata, morì pochi giorni dopo la nascita. La madre scomparve quando Giuseppe aveva solo 9 anni. Il fratello maggiore, Giovanni, caporale dell'esercito, morì nella battaglia di Adua il 1º marzo 1896 e il suo corpo non venne mai ritrovato.

### Università
Nel 1896 iniziò gli studi in giurisprudenza presso l'Università degli Studi di Padova. Contemporaneamente avviò una collaborazione come corrispondente del giornale "La Capitale" di Venezia, ma in quel momento il suo orizzonte professionale non sembrava andasse oltre le opportunità offerte a qualsiasi laureato in giurisprudenza. Tentò, senza successo, tra il 1896 e il 1897, un concorso presso la Corte dei conti. Più promettente sembrava invece la carriera nel mondo delle assicurazioni. Insieme a Ugo Pantaleo (con la garanzia del padre di quest'ultimo, Giovanni, proprietario della ditta omonima) assunse la rappresentanza dell'agenzia di Venezia della società di assicurazioni vita francese l'Urbaine con uno stipendio fisso di 150 lire al mese, oltre alle provvigioni. La scomparsa del padre, nel 1898, costrinse Volpi ad abbandonare gli studi. Di fronte a un avvenire divenuto all'improvviso alquanto più complicato, si lanciò con grande decisione nel mondo degli affari.

### Le prime attività
Le attività della Urbaine proseguivano piuttosto bene, visto che divenne ispettore della compagnia, fu aggiunto anche il ramo incendi e la zona di attività venne ampliata a tutto il Veneto. Nel contempo diede slancio ad alcune iniziative che erano state avviate da tempo dal padre. Dapprima potenziò e migliorò due pubblicazioni a carattere economico-commerciale, la "Guida economico-commerciale di Venezia" e la "Guida economico-commerciale del Veneto", fondate dal genitore nei primi anni Ottanta e che nel 1897 Ernesto Volpi aveva ceduto al figlio. Per dare maggiore solidità a questa iniziativa costituì un'apposita società editrice e di pubblicità, "L'Aquila", grazie a un prestito del socio Giovanni Pantaleo, e assunse un collaboratore per sviluppare le attività della "Guida".

### La società Volpi & C
Nel 1899 costituì la sua prima società, la Volpi & C. (i soci iniziali erano Silvio Rottigni e Ugo Pantaleo), che fu anche la sola che portò il suo nome fra tutte quelle che avrebbe fondato lungo l'intera carriera di imprenditore. Mettendo a frutto i rapporti di amicizia che il suo fondatore aveva sviluppato con uomini politici ungheresi (Adolf Strausz e Julio Lukacs, entrambi deputati al Parlamento di Budapest), la Volpi & C. crebbe molto velocemente. Essa operava nell'import-export di prodotti agricoli con l'Ungheria e fu a lungo l'unica società italiana ufficialmente riconosciuta per tali attività dal Museo Commerciale Ungherese, la struttura del ministero del Commercio ungherese che si occupava di sviluppare i contatti economico-commerciali con l'estero. Nel 1900 si recò per la prima volta in Serbia, dove strinse rapporti di amicizia con l'allora ministro delle finanze Milovan Milovanović, più tardi primo ministro, e con Milenko Vesnić, più tardi ambasciatore serbo a Roma. In Serbia fece parte di un comitato, presieduto da Milovanović, per la costituzione di un'agenzia commerciale serba in Italia e per una banca italo-serba a Belgrado.
Grazie all'insieme di attività riuscì ad accumulare una piccola fortuna (dal padre ereditò molto poco, se si esclude la casa di famiglia all'angolo del canale in Campo dei Frari), che negli anni successivi investì con molta oculatezza in altre attività. Negli stessi anni aveva costituito con l'avvocato Giovanni Pantaleo (padre dell'amico Ugo e finanziatore di alcune importanti attività del Volpi) una società mineraria per lo sfruttamento di un giacimento di antracite in Carnia. Le prospettive dell'affare dovevano essere piuttosto buone, se Volpi riuscì a convincere il senatore Niccolò Papadopoli, che aveva sviluppato già diversi interessi in campo economico a Venezia (era azionista e amministratore della Società veneziana di navigazione a vapore e della Società Cellina per lo sfruttamento delle risorse idriche nel Veneto) a divenire socio della società versando 250.000 lire.

### Attività diplomatica e il Montenegro
Abile nel costruirsi una rete di contatti sia in Italia sia all'estero (tra l'altro fu dapprima, nel 1903, vice-console e poi, dal 1905, console onorario di Serbia, una posizione che in quegli stessi anni ottenne anche per lo stato di San Marino), divenne, ancora molto giovane, il punto di riferimento per un gruppo di imprenditori, uomini d'affari e possidenti veneziani (Piero Foscari, Niccolò Papadopoli, Amedeo Corinaldi, Ruggero Revedin, Roberto Paganini) per diverse iniziative economiche.
All'estero la più importante si concretizzò in Montenegro tra il 1902 e il 1903, quando Volpi aveva appena 25 anni. Subentrando a un ambizioso progetto avviato da Foscari che prevedeva la costruzione di una ferrovia, di un porto, lo sfruttamento di miniere e risorse forestali, Volpi realizzò un vasto accordo con il governo montenegrino, trattando direttamente con il re Nicola I del Montenegro, padre della Regina Elena di Savoia, e con l'allora principe Danilo II del Montenegro, oltre che con i ministri competenti. Nel 1903 venne costituita la Regia Cointeressata dei tabacchi del Montenegro, una società di cui Volpi divenne amministratore delegato, che garantiva alle casse dello stato balcanico entrate sicure dall'attività di coltivazione del tabacco, una delle risorse più ricche del paese, mentre l'impresa produceva in esclusiva tabacco e sigari per le esportazioni nei due stabilimenti aperti ad Antivari e a Podgorica.
Due anni più tardi, nel 1905, venne fondata la Compagnia di Antivari, di cui Volpi fu direttore e poi amministratore delegato. Tale società si incaricò di svolgere i complessi lavori per la realizzazione del porto di Antivari e per la costruzione di una ferrovia che dal porto sarebbe risalita fino a Virpazar, una località sul Lago di Scutari, dove le merci avrebbero proseguito per raggiungere la linea ferroviaria, all'epoca in costruzione, che doveva collegare Vienna e i Balcani a Costantinopoli. In entrambe le operazioni Volpi venne sostenuto dalla Banca Commerciale Italiana. Nei primi anni del secolo Volpi aveva conosciuto Giuseppe Toeplitz, all'epoca direttore centrale dell'istituto di credito, inviato a Venezia per aprire la locale filiale della banca milanese, e attraverso di lui era entrato in una relazione umana e professionale molto stretta con l'amministratore delegato della banca, Otto Joel.
Nel 1902 trasformò in Società Italiana per le miniere d'Oriente un sindacato costituito a Venezia con i soci abituali per lo sfruttamento delle miniere in Anatolia, al confine tra Turchia e Bulgaria. Direttore della società fu Bernardino Nogara, con il quale avrebbe in seguito condiviso molte delle iniziative a Costantinopoli.

### La SADE
Nel 1904 Volpi si lanciò in un nuovo affare molto promettente e non meno complesso, quello elettrico. Insieme al conte Ruggero Revedin iniziò ad acquisire alcuni piccoli impianti elettrici a Palmanova, Cividale e a Belluno. Nel 1905 costituì una nuova impresa, la Società Adriatica di Elettricità (SADE), dotata di un capitale iniziale di 2,5 milioni di lire, dentro la quale trovarono spazio gli impianti già acquisiti e integrati fra loro. Era solo il primo passo per la costruzione di uno dei maggiori colossi italiani del settore.
Come in altre circostanze, il capitale di rischio sottoscritto da Volpi fu relativamente contenuto (versò inizialmente poche decine di migliaia di lire), ma anche in questa circostanza il non ancora trentenne imprenditore seppe riunire attorno a sé la quasi totalità degli investitori che aveva coinvolto nell'affare montenegrino, oltre alla filiale veneziana della Banca Commerciale. Già prima dello scoppio della prima guerra mondiale la SADE era uno dei maggiori gruppi elettrici del paese, controllando l'intero Nord-Est e avendo propaggini che, comprendendo tra l'altro Bologna, scendevano lungo la costa adriatica fino alle Puglie.

### Guerra italo-turca e prima guerra mondiale
Nel 1912, con la Guerra italo-turca, i suoi contatti nel mondo ottomano e nei Balcani fecero di Volpi l'uomo ideale per prendere parte alle discussioni per il trattato di pace con la Turchia. Nominato ministro plenipotenziario da Giolitti, fu uno dei negoziatori italiani (gli altri due erano Pietro Bertolini e Guido Fusinato) che discussero i termini di un accordo con i rappresentanti di Costantinopoli per diverse settimane a Ouchy, un quartiere di Losanna, in Svizzera.
L'accordo, noto come pace di Ouchy o Trattato di Losanna, venne raggiunto nell'ottobre del 1912, grazie anche al lavoro che Bernardino Nogara conduceva per conto dei negoziatori a Costantinopoli. Il trionfale ritorno in Italia dei tre negoziatori diede un'inattesa notorietà a Volpi, trasformandolo in una personalità pubblica. Il governo Giolitti gli assegnò il titolo di ministro plenipotenziario, mentre nel 1913 il Re Vittorio Emanuele III lo nominò conte.
Si arruola come volontario nell'aprile 1915 in qualità di sottotenente del genio della milizia territoriale, venendo poi inviato, nell'agosto dello stesso anno, nei pressi di Monfalcone. Viene successivamente inviato al comando del VI corpo d’armata e passò poi alla direzione del genio militare di Venezia in modo da poter lavorare anche per le sue aziende, dove rimane in servizio fino al 1917.

### Altre attività in campo industriale e turistico
Nel 1913, oltre a rivestire la carica di presidente della SADE, Volpi era vicepresidente delle Officine Galileo di Firenze (un’impresa che fabbricava strumenti ottici di precisione per le navi da guerra ed era anche la principale fornitrice in questo campo del ministero della Marina). Dal 1907-8 divenne il maggiore azionista della Compagnia Italiana Grandi Alberghi (CIGA), lasciandone però la gestione all'allora direttore della SADE, Achille Gaggia. La CIGA era già allora proprietaria dell’Hotel Excelsior al Lido di Venezia, l’albergo che avrebbe rappresentato a lungo il fiore all’occhiello del gruppo.

### Volpi massone?
Alcune fonti non prettamente qualificate sul piano storiografico hanno sospettato che Volpi fosse iscritto alla Massoneria. Il maggiore studioso della storia della massoneria italiana, Aldo Alessandro Mola, ha sempre negato in tutti i suoi studi un'eventualità del genere. Ricerche più recenti effettuate presso gli archivi del Grande Oriente d'Italia e presso gli archivi massonici di Istanbul confermano le affermazioni di Mola, anche se la scarsa trasparenza di questo mondo ha sempre lasciata aperta la strada a ipotesi di diversa natura.

### Il porto industriale di Porto Marghera
Dall'inizio del XX secolo le autorità politiche cittadine, insieme a tecnici ed ingegneri civili, cercavano una soluzione per sviluppare le attività portuali di Venezia. Veti incrociati e valutazioni di impatto ambientale resero a lungo impossibile individuare una soluzione condivisa. Nel 1917 Volpi lanciò la proposta della costruzione di un vero e proprio porto industriale, cioè una struttura che potesse fungere nello stesso tempo da area industriale e da scalo marittimo sia per rifornire le imprese che si sarebbero insediate nell'area sia per collaborare allo sviluppo delle esportazioni via mare dall'entroterra veneziano. Nel corso degli anni Venti-Trenta decine di imprese, italiane e straniere, comprese la Fiat, la Montecatini, la Breda, si insediarono a Porto Marghera. La SADE di Giuseppe Volpi inaugurò una centrale termoelettrica, in grado di fornire energia a tutte le imprese insediate nell'area, oltre che alla città di Venezia e all'entroterra veneziano.

### Nuovi impegni nel primo dopoguerra
Nel primo dopoguerra Volpi assunse nuovi incarichi sia nel mondo imprenditoriale italiano sia per conto del governo, continuando nel frattempo a sviluppare i suoi molteplici interessi in campo economico. Nel 1920, in occasione delle discussioni che sarebbero sfociate nel Trattato di Rapallo, si ripeté in maniera abbastanza simile la struttura negoziale sperimentata per Ouchy tra il 1911 e il 1912, fatta di contatti personali e di viaggi più o meno ufficiali. Prima della conclusione delle trattative, non facili a causa delle numerose questioni politiche, economiche, territoriali concernenti i rapporti tra il nuovo stato, la Jugoslavia, e l’Italia, Volpi, in quel momento presidente dell’Associazione fra le Società italiane per azioni (Assonime) e membro della delegazione italiana presso il Consiglio Supremo Economico interalleato (era vice-presidente della sotto-commissione finanziaria) si assunse l’incarico di mediare tra gli interessi italiani e quelli jugoslavi. Lo fece a suo modo: dapprima andando a Belgrado e poi facendo in modo che i negoziatori italiani rispecchiassero l’intesa che aveva concluso. L’accordo gli procurò le antipatie del mondo nazionalista e negli ambienti fascisti veneziani. Lo si evince da una risposta che diede a Piero Foscari, che meglio di altri rappresentava la continuità nel tempo, almeno da fine Ottocento, di posizioni che dall’irredentismo alla “Dalmazia italiana”, avrebbero riempito le pagine dei giornali della destra nazionalista. Volpi affermò di non avere mai affermato che il trattato di Rapallo fosse “l’ideale per un italiano, ma soltanto il massimo che si poteva ottenere in un accordo a due dati i precedenti, le rinunce fatte da altri, le contingenze politiche e la necessità di un equilibrio pacifico”. Inoltre - aggiunse - precisò di volersi vantare “di essere il maggiore responsabile, soltanto non mi nascondo dietro alla limitata responsabilità di aver discusso elementi economici, ma assumo piena, doverosa e leale solidarietà con Sforza e con gli altri su tutto il Trattato”..
Nello stesso periodo maturò un'importante opportunità a cavallo tra interessi economici e mondo dell'informazione, un tema cui Volpi fu sempre molto sensibile durante tutta la sua vita. Nel 1919 divenne l'azionista di controllo dell'Agenzia Stefani, sfruttando le divergenze interne ai vari rami della famiglia Stefani e la necessità di monetizzare un asset cui nessuno, tra gli eredi del fondatore della prima e più importante agenzia di informazioni italiana, sembrava ormai più interessato. Volpi mantenne la maggioranza assoluta delle azioni fino al 1926, quando cedette il pacchetto di controllo a Manlio Morgagni, un fedelissimo di Mussolini, pur continuando a far parte del sindacato di blocco della società almeno fino ai primi anni Trenta.
Nel 1922 il governo nominò Volpi Governatore di Libia, un incarico che tenne fino all'estate del 1925. La sua presenza in Libia non era permanente, cercando soprattutto di evitare i periodi estivi per le temperature molto elevate. Si affidò pertanto con regolarità al lavoro del reggente, il commendator Cantalupo. Durante il suo governatorato Volpi svolse iniziative di segno alquanto diverso: da una parte contribuì al completo controllo del territorio del paese da parte delle truppe e dell'amministrazione coloniale italiana, guidando in prima persona l'assalto dal mare a Misurata, città-simbolo della resistenza dei ribelli senussi. Nel 1925, come riconoscimento dei successi ottenuti, il Re concesse a Volpi il patronimico "di Misurata" al suo titolo nobiliare. Sul piano militare le operazioni non si interruppero nonostante quell'importante successo politico e simbolico. Volpi affidò la strategia militare al generale Graziani, che si mise in evidenza per la durezza e talvolta anche la ferocia delle sue iniziative. Su un versante più strettamente politico-amministrativo Volpi svolse importanti iniziative in campo sociale, economico e persino religioso, un po' sul modello del governatore francese del Marocco, il generale Hubert Lyautey, di cui Volpi fu un grande ammiratore. Pacificando le diverse comunità religiose e introducendo importanti riforme in campo agricolo e nella vita civile (pubblica amministrazione, infrastrutture e scuole), creò le premesse per una gestione "pacificata" della Libia, concorrendo in tal modo anche ad un'importante emigrazione di coloni italiani, specialmente in campo agricolo.

### Fascista o tecnico?

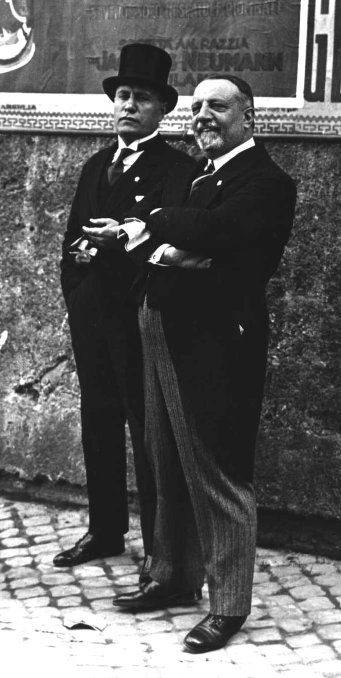
Volpi e Mussolini.

La storiografia ha offerto pochi elementi che permettano di capire a fondo i rapporti tra Volpi e il fascismo e con Mussolini nei primi anni Venti. È stato sottolineato come le sue posizioni sulla vicenda fiumana e gli accordi di Rapallo lo trasformarono da potenziale interlocutore del fascismo veneziano ad avversario da combattere. Appare comunque abbastanza evidente, al di là di qualche forzatura ideologica, che in quella fase Volpi, come tanti altri imprenditori e membri della classe dirigente liberale, guardasse al movimento politico fascista soprattutto come ad uno strumento utile per contrastare le spinte più radicali provenienti dalle sinistre. Nel 1922, come probabilmente anche in seguito, ciò che stava più a cuore a Volpi era poter contare sull'appoggio del governo per la sua azione come governatore della Libia, da nazionalista moderato e pragmatico, qual era, desideroso di fare sempre ciò che per lui corrispondeva meglio agli interessi dell'Italia. Tuttavia, dai suoi comportamenti si può anche dedurre che, come è stato detto più volte per Giovanni Agnelli, Volpi era prima di tutto "governativo"; lo aveva dimostrato quando si era mosso nei primi anni del Novecento in Montenegro, a maggior ragione nel caso delle trattative con la Turchia e in quelle a Belgrado. Non poteva non esserlo anche nel momento in cui aveva un incarico ufficiale - il più importante fino a quel momento - che faceva di lui a tutti gli effetti un grand commis de l’état.
Volpi ottenne la tessera del Partito Nazionale Fascista il 24 luglio 1923. Gli venne consegnata dal Fascio di Tripoli, quando era governatore del paese da oltre sei mesi. È difficile stabilire il grado di adesione al fascismo da parte di Volpi in quel momento. Pochi mesi prima, il 28 ottobre 1922, il giorno in cui Mussolini riceveva l'incarico di formare il governo, Volpi scrivendo a Giorgio Cavallini, segretario generale della Tripolitania, esprimeva preoccupazione per "le imprevedibili difficoltà che possono intervenire in questi giorni da una situazione torbida e che costituisce una svolta pericolosa per la vita nazionale". Non propriamente le parole di qualcuno che auspicasse da tempo l'arrivo al potere dei fascisti. Alcuni anni più tardi Volpi chiese di retrodatare la sua iscrizione al PNF al 26 gennaio 1922, il giorno della conquista di Misurata.
Nel 1925 lasciò l'incarico di governatore, nella speranza - alquanto fondata - di poter diventare ministro. Volpi era convinto che Mussolini l'avrebbe nominato ministro dell'Economia. In realtà, dopo avere invano chiesto a Alberto Pirelli se fosse interessato all'incarico, il capo del governo nominò Volpi ministro delle Finanze. Volpi poteva vantare, comunque, oltre al prestigio del suo gruppo industriale conseguito grazie ai buoni uffici presso la Banca Commerciale e alla creazione del polo portual-industriale di Porto Marghera, anche la conoscenza dei circoli politici e economici internazionali. Per ottenere la stabilizzazione dei prezzi e il risanamento del debito estero, Volpi decise di far leva sulla riduzione della domanda interna, ottenuta abbassando i salari piuttosto che inasprendo la tassazione, e sulla restrizione del credito. Nei tre anni in cui resse il ministero, non furono pochi i momenti di tensione con Mussolini. A divederli erano soprattutto le valutazioni circa le cause della svalutazione della lira e dei rimedi necessari per rilanciare l'economia del paese. Dovette pertanto cedere su quota 90, mentre preferiva un tasso di cambio più vicino a 100-110 lire per sterlina, in linea con quanto chiedevano esportatori e le maggiori banche del paese, benché alcune industrie come la Fiat chiedessero addirittura una "quota" 120. Volpi fu protagonista assoluto degli importanti negoziati condotti a Washington, assieme a Alberto Pirelli, e a Londra per il debito di guerra, ottenendo una sua parziale cancellazione e una diluizione a lungo termine dei rimborsi a tassi di interesse molto contenuti. Volpi optò, inoltre, anche per il protezionismo doganale, la preferenza per i "produttori nazionali", il mantenimento del livello dei prezzi dell'energia elettrica e un aumento delle commesse per le ferrovie. Infine lo Stato coprì i rischi dei prestiti contratti all'estero dalle imprese nazionali, già affrancate da ogni gravame fiscale.
Lasciò il ministero nell'estate del 1928. Nel 1946, nel corso dell'istruttoria per reati commessi durante il regime, Volpi venne completamente prosciolto dall'accusa di arricchimenti illeciti. L'estensore del proscioglimento dei reati di cui Volpi era accusato scrisse fra l'altro, a proposito del ruolo di Volpi al ministero, che se è vero che il regime si era consolidato anche grazie alla politica di Volpi al ministero delle Finanze, è anche vero che "le sue attività e le sue scelte non [potevano] addebitarsi a titolo di reato, perché di ordine eminentemente tecnico e proprie dell’azione del ministro delle Finanze in qualsiasi regime". Volpi venne accusato di avere concorso all’annullamento delle garanzie costituzionali e di avere favorito la formazione del regime fascista nella qualità di ministro delle Finanze e di aver contribuito al suo mantenimento anche nella sua successiva funzione di presidente della Confindustria (1934-43).

### Confindustria
Fu presidente della Confindustria dal 1934 al 1943. In tale veste, Volpi si fece promotore degli interessi del capitalismo italiano presso il regime, assicurando in cambio il sostegno e la collaborazione del mondo industriale al fascismo e al progetto politico mussoliniano, considerato dai vertici del mondo produttivo italiano come modernizzatore e funzionale ai propri interessi. La sua politica inaugurò la fase "dirigista" del Governo Mussolini, caratterizzata da un intervento diretto, diffuso e pervasivo dello Stato nell'economia: provvedimenti antinflazionistici e di rivalutazione della lira, attrazione di investitori stranieri bilanciata da un protezionismo a tutela della manifattura italiana, la quota 90. Tale sostegno iniziò a venir meno nel 1943, quando le gravi distruzioni apportate alle infrastrutture e agli impianti industriali italiani dall'offensiva angloamericana - e la coscienza che la guerra fosse irrimediabilmente perduta - misero in crisi il quadro politico ed economico del Paese.

### 1938: l'apice

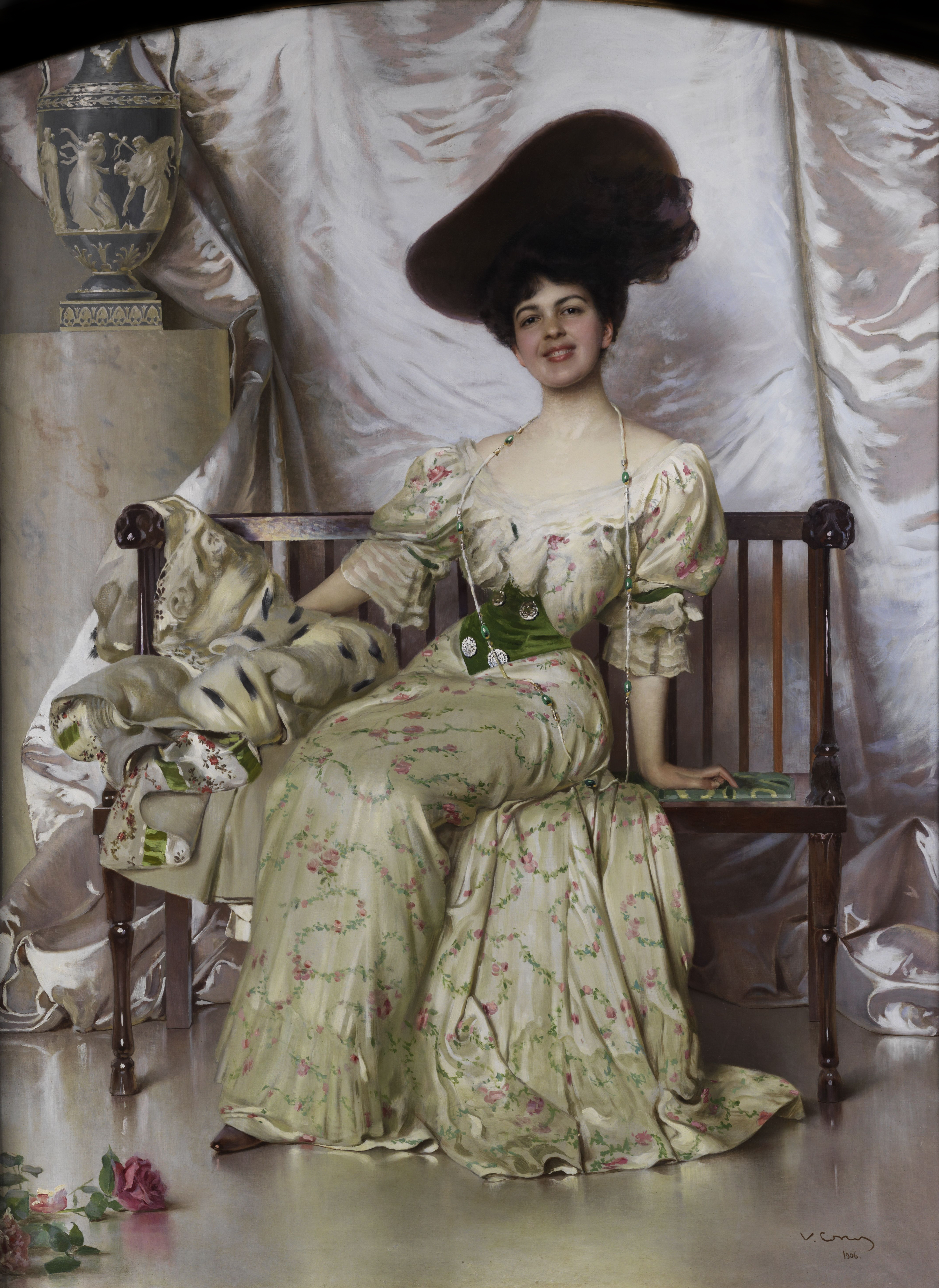
La contessa Nerina Pisani Volpi di Misurata in un ritratto di Vittorio Matteo Corcos (1906)

Nel 1938 divenne presidente del consiglio di amministrazione delle Assicurazioni Generali al posto del dimissionario Edgardo Morpurgo, che, in quanto ebreo, dovette cedere la guida dell'istituto assicurativo a causa delle leggi razziali. Negli stessi anni nei quali fu al vertice della Confindustria fu anche presidente della Biennale di Venezia e, in tale ambito, fu il principale promotore della 1ª Esposizione Internazionale d'Arte Cinematografica, oggi conosciuta come Mostra internazionale d'arte cinematografica di Venezia, e protagonista delle iniziative culturali della locale Fabbriceria della Basilica di San Marco. Per questa ragione il premio al miglior attore e quello alla miglior attrice (le "Coppe Volpi") portano il suo nome. Anche un altro premio attribuito dalla giuria della Mostra, la medaglia d'oro del Senato, ha origine dal suo ruolo di senatore, nominato nel 1922.

### La crisi del 1943
Nei primi mesi del 1943, avvertendo il formarsi di una sempre più vasta e trasversale opposizione alla prosecuzione della guerra, all'alleanza con Hitler, e al suo stesso governo nei vertici politici e finanziari del Paese, Mussolini procedette a un vasto rimpasto del suo governo (tra le vittime più illustri Galeazzo Ciano e Alessandro Pavolini) e rimosse Volpi dalla presidenza di Confindustria, sostituendolo il 30 aprile con il direttore generale, Giovanni Balella.
Per questo motivo Volpi non poté prender parte alla seduta del Gran consiglio del fascismo (nel quale sedeva di diritto il presidente di Confindustria) che, nella notte tra il 24 e il 25 luglio determinò, di fatto, la fine del regime. Dell'evento Volpi fu informato, a quanto pare, solo la mattina successiva da Dino Grandi, al quale era legato da personale amicizia, e che fu tra i principali ispiratori della caduta del regime fascista; proprio in quel periodo Volpi cominciò a presentare i primi sintomi della malattia che nel giro di pochi anni spense le sue facoltà intellettive e lo condusse alla morte.
Tentò due volte di fuggire in Svizzera (il 26 luglio e il 16 ottobre), senza tuttavia riuscirci. Il giorno prima del suo secondo tentativo di fuga, delegò la cura delle sue aziende al conte Vittorio Cini, che nel frattempo era stato arrestato e inviato a Dachau. La SADE fu gestita dall'ingegnere Achille Gaggia dal dicembre 1943 al 1945.
Fu quindi arrestato dalle SS e trattenuto per qualche giorno nella prigione di via Tasso, ma visto il peggioramento delle sue condizioni, per intervento diretto del maresciallo Rodolfo Graziani, fu liberato e riconsegnato alla famiglia, dopo di che si rifugiò in Svizzera.

### Il secondo dopoguerra
Nel dopoguerra subì una serie di procedimenti giudiziari per le sue responsabilità durante il regime fascista. Le sue condizioni di salute gli impedirono di presentarsi davanti ai giudici, ma, grazie all'amnistia Togliatti e alle testimonianze a suo favore di autorevoli personalità antifasciste, fu prosciolto da ogni accusa. Dopo una vita passata ai vertici del Partito Fascista, la SADE presieduta da Achille Gaggia aveva contribuito infatti a finanziare la resistenza veneta, con una somma stimata dagli 11 ai 13 milioni di lire, vendendo anche le azioni del Gazzettino di sua proprietà.

### Ultimi anni

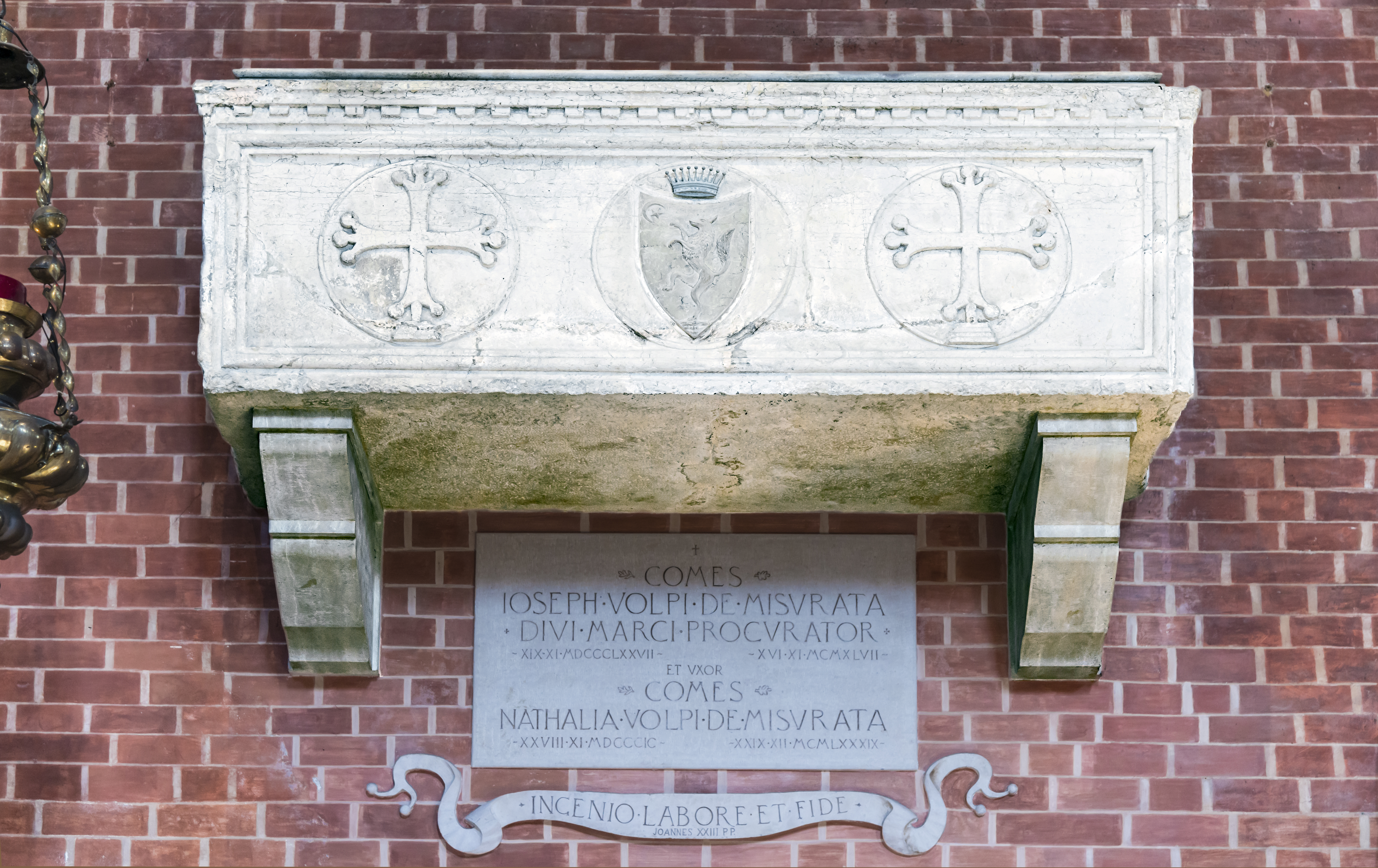
La tomba di Giuseppe Volpi nella Basilica dei Frari

Fu tra i promotori, come titolare della SADE, della costruzione della diga del Vajont. Acquistò e restaurò Villa Barbaro di Maser, dimora cinquecentesca opera di Andrea Palladio e inserita nei siti patrimonio dell'umanità dell'UNESCO nel 1996, originariamente posseduta dalla famiglia Barbaro.
Il suo funerale fu celebrato da Angelo Roncalli, a quel tempo patriarca di Venezia (futuro papa Giovanni XXIII). La sua tomba dal 1954 si trova nella Basilica dei Frari a Venezia.

### Vita familiare
Giuseppe Volpi si sposò per la prima volta, a Firenze l'8 ottobre 1906, con la nobile Albina Annunziata Palmira detta Nerina Pisani (Firenze, 15 novembre 1875 - Roma, 29 novembre 1942), figlia del più importante collezionista e mercante d'arte di Firenze di fine Ottocento, Luigi Pisani (1824-1895), proprietario di Palazzo Lenzi, dove viveva e aveva la sua galleria d'arte raffigurata in un dipinto (1906) da Vittorio Matteo Corcos, immortalata da D'Annunzio nel romanzo Il fuoco. Da Albina Annunziata ebbe due figlie: 
- Marina (Venezia, 19 febbraio 1908 - 9 marzo 1977),[senza fonte] sposata con il principe Carlo Maurizio Ruspoli di Poggio Suasa[20] da cui ebbe la figlia Esmeralda Ruspoli e in seconde nozze col conte Enrico Luling Buschetti da cui ebbe la figlia Diamante Luling Buschetti[senza fonte].
- Anna Maria Losanna (Venezia, 19 aprile 1913 - Venezia, 28 maggio 2004) poi sposata a Venezia nel 1932 col conte Cesare Cicogna Mozzoni (divorziati nel 1972): dal matrimonio nacquero nel 1934 Marina Cicogna e nel 1935 Bino Cicogna).[senza fonte]

In seconde nozze sposò l'algerina Nathalie El Kanoni (nota anche come Leonia Kanoni, Nathalie El Kanoui o Nathalie El Kanui e detta Natalia, Lilly, Lily o Lili) (Orano, 28 novembre 1899 - Venezia, 29 dicembre 1989), precedentemente sposata con il gioielliere francese Jacques Lacloche. Dall'unione nacque nel 1938 Giovanni Volpi. La contessa Nathalie, rimasta vedova di Giuseppe Volpi, nel 1952 commissionò la villa omonima costruita sulle dune di Sabaudia (Latina).

## Nei media

### Fumetti
- Vajont: storia di una diga, Francesco Niccolini (sceneggiatura), Duccio Boscoli (disegni), Padova, BeccoGiallo, 2018, ISBN 978-88-331-4042-1, OCLC 1090201035.